# Marcel Adam
Marcel Adam (28 augustus 1960) is een voormalig Nederlands profvoetballer. Hij speelde als middenvelder voor SV Meerssen, MVV Maastricht, BSC Old Boys en EHC.

## Carrièrestatistieken
| Seizoen                   | Club           | Land           | Competitie     | Competitie | Competitie |
| Seizoen                   | Club           | Land           | Competitie     | Wed.       | Dlp.       |
| ------------------------- | -------------- | -------------- | -------------- | ---------- | ---------- |
| 1979/80                   | MVV Maastricht | Nederland      | Eredivisie     | 21         | 4          |
| 1980/81                   | MVV Maastricht | Nederland      | Eredivisie     | 13         | 4          |
| 1981/82                   | MVV Maastricht | Nederland      | Eredivisie     | 23         | 0          |
| 1982/83                   | MVV Maastricht | Nederland      | Eerste divisie | ?          | ?          |
| 1983/84                   | MVV Maastricht | Nederland      | Eerste divisie | ?          | ?          |
| 1984/85                   | MVV Maastricht | Nederland      | Eredivisie     | 18         | 1          |
| 1985/86                   | MVV Maastricht | Nederland      | Eredivisie     | 28         | 0          |
| 1986/87                   | MVV Maastricht | Nederland      | Eerste divisie | 25         | 5          |
| Carrièretotaal            | Carrièretotaal | Carrièretotaal | Carrièretotaal | 128        | 14         |
| Bijgewerkt op 3 juli 2016 |                |                |                |            |            |